# 洞口依子
洞口 依子（どうぐち よりこ、1965年3月18日 - ）は、日本の女優。本名：葛西 依子（かさい よりこ）、旧姓：洞口。東京都武蔵野市出身。テアトル・ド・ポッシュ所属。

## 人物・概要
高校時代に、『週刊朝日』1980年11月7日号の表紙となる。その後EPICソニー・スターメイキングコンテストで優勝。雑誌『GORO』の「激写」モデルとして芸能界デビューした（1983年）。
1985年の映画『ドレミファ娘の血は騒ぐ』（黒沢清監督、伊丹十三と共演）に主役として初出演。以後も黒沢監督や伊丹監督の映画に多く出演している。
1986年、『女の人さし指』（久世光彦演出）でテレビドラマ初出演。その後、テレビドラマ『愛という名のもとに』（1992年、フジテレビ）『ふぞろいの林檎たちIV』（1997年、TBS）などの作品で一躍人気となる。
1997年、NHKのディレクターの男性と結婚。
1999年、ウクレレバンド「パイティティ」を結成。
2004年、子宮頸癌を発病し、闘病生活に入る。
2006年、ネットシネマ『マクガフィン』にて復帰。
2009年11月7日、渋谷の映画館にて2週間にわたり「洞口依子映画祭」が開催された。

### 闘病生活
2004年1月に子宮頸癌を告知され、子宮と卵巣の全摘出手術を受けることとなる。術後の後遺症における過酷な闘病を自身のブログで実直に語る。それに伴い、体の不調の始まりから復帰するまでの、格闘の様子を赤裸々に記した初めての著書『子宮会議』（小学館2007年6月1日）を発売し、イベントなどで予防の為の検査をするよう呼びかけている。また、闘病生活において沖縄での生活が欠かせないものであったと自書で記している。
2019年3月1日放送の『爆報! THE フライデー』（TBS）に出演、リンパ浮腫で3年間、闘病生活を続けていることを明かした。
現在はSAPHO症候群と掌蹠膿疱症による皮膚と内臓疾患を抱えて闘病中。

### 音楽活動
- 「パイティティ」という名のウクレレバンドを結成している。きっかけは1999年にサザンオールスターズの関口和之のアドバイスによるもの。映像作家の石田英範とユニットとして活動。2007年にマキシシングル「マクガフィン」を発売。ライブを各所で展開。
- 2008年7月9日、パイティティ初のアルバム『Paititi』が発売される。同アルバムより「ウクレレ・ランデヴー」のPVが原口智生監督により制作、発表される。活動を描いたドキュメンタリー映画『ウクレレ PAITITI THE MOVIE』も制作された。
- 映画『ニンゲン合格』で役としてウクレレを弾くシーンがある。

## 出演

### 映画
- ドレミファ娘の血は騒ぐ（1985年、黒沢清 監督）- 主役・秋子 役
- タンポポ（東宝、1985年、伊丹十三 監督）- カキの少女(海女) 役
- 君は裸足の神を見たか（1986年）- 寺島瞳 役
- フリーター（1987年） - 津村香織 役
- マルサの女2（東宝、1988年　伊丹十三 監督） - 奈々 役
- ほしをつぐもの（1990年　小水一男 監督） - レポーター 役
- あげまん（東宝、1990年　伊丹十三 監督） - 純子 役
- ミカドロイド（東宝、1991年　原口智生 監督）
- ハネムーンは無人島（1991年） - 岡崎みどり 役
- パイナップルツアーズ 第3話「爆弾小僧」（1992年） - 杉本 役
- 部屋とYシャツと私（1993年） - 水田香織 役
- 部屋 THE ROOM（1993年　園子温監督） - 不動産係員 役
- イルカに逢える日（1994年） - 直子 役
- 四姉妹物語（1995年） - 三崎麗子 役
- あした（1995年、大林宣彦監督、赤川次郎原作）- 小沢小百合 役
- 勝手にしやがれ!!　英雄計画（1996年)
- スワロウテイル（1996年、岩井俊二監督）- 星野 役
- CURE（1997年、黒沢清 監督）- 宮島明子 役
- ラブ・レター（1998年）
- なで肩の狐（1999年） - 玲子 役
- 呪怨（東映、1999年）- 中村先生 役
- ニンゲン合格（松竹、1999年、黒沢清 監督）- ミキ 役
- カリスマ（1999年、黒沢清 監督）- 神保千鶴 役
- 富江（1999年、及川中 監督、伊藤潤二原作）- 細野辰子 役
- マヌケ先生（2000年、内藤忠司 監督　大林宣彦 総監督）- おなご先生 役
- およう（松竹、2002年）- 岸たまき 役
- 犬と歩けば チロリとタムラ（アルゴ・ピクチャーズ、2004年、篠崎誠監督）- 居酒屋の客 役
- デビルマン（東映、2004年、那須博之監督）
- 深紅（東映、2005年、月野木隆監督）- 刑事 役
- 酒井家のしあわせ（2006年、呉美保監督）
- ネットシネマ探偵事務所5第18話・第19話「マクガフィン」（2006年）- 成子 役
- 一万年、後....。（2007年） - 母親 役
- 山のあなた〜徳市の恋〜（2008年、石井克人 監督）- お凛 役
- 20世紀少年（2008年、堤幸彦 監督）- 木戸美津子 役
- パンドラの匣（2009年、冨永昌敬 監督、太宰治原作）- ひばりの母 役
- ケンタとジュンとカヨちゃんの国（リトルモア、2010年6月） - 洋輔の母 役
- ウクレレ PAITITI THE MOVIE（2010年） - 『パイティティ』ドキュメンタリー
- 百合子、ダスヴィダーニヤ（2011年、浜野佐知監督）- 野上弥生子 役
- アントキノイノチ（2011年、瀬々敬久監督）- 永島逸美 役
- 飛べ!ダコタ（2013年） - 村上敏江 役
- 猫侍（2014年） - 女中頭 白滝 役
- バースデーカード（2016年10月22日）[3]
- 沈黙 -サイレンス-（2016年、マーティン・スコセッシ監督）[4]
- 君の笑顔に会いたくて（2017年）
- ミセス・ノイズィ（2019年、天野千尋監督）
- 白鍵と黒鍵の間に（2023年、冨永昌敬監督） - 南の母 役[5]

### テレビドラマ
1980年代
- 女の人差し指（1986年、向田邦子原作）
- 木曜劇場「時にはいっしょに」（1986年） - 増川比呂子 役
- 風少女（1988年）- 杉浦不二子 役
- 火曜サスペンス劇場「霊感を呼ぶ女たち」（1988年、NTV / セントラルアーツ）
- 「ハートブレイクなんて，へっちゃら」（1988年、NHK総合）
- ツヨシしっかりしなさい（1989年） - 井川敦子 役
- 北の国から'89帰郷（1989年） - エリ 役
- 東芝日曜劇場「ホームコメディー」（1989年）
- 火曜サスペンス劇場「からくり人形の女」（1989年11月28日、日本テレビ放送網 / 東京映画新社）
- さすらい刑事旅情編II 第17話（1989年）
- 大岡政談・魔像（1989年）

1990年
- 翔ぶが如く - おりょう 役
- 「李君の明日」（NHK総合）

1991年
- はぐれ刑事純情派第4シリーズ 第5話「出所した女・赤い糸の犯罪」
- 土曜ワイド劇場「松本清張の数の風景」
- 検事・若浦葉子第4話

1992年
- 愛という名のもとに - 飯森則子 役
- 二十歳の約束

1993年
- JTドラマBOX泣きたい夜もある第3回「僕だけの女神」（4月18日）
- エトロフ遥かなり - ミチコ 役
- 炎立つ - 柾 役
- チンチン電車（9月15日） - 関迪子 役

1994年
- 菊亭八百善の人びと 幻の高級江戸料理!美人女将の細腕繁盛記（2月3日、テレビ朝日）
- 火曜サスペンス劇場「松本清張スペシャル・喪失の儀礼」（1月18日、日本テレビ放送網） - 萩原美奈子 役
- 東芝日曜劇場「オトコの居場所」- 望月玲子 役

1995年
- BS日曜ドラマ「蔵」- 田乃内せき 役[6]
- 東芝日曜劇場「パパ・サヴァイバル」
- 火曜サスペンス劇場「盲人探偵・松永礼太郎」

1996年
- 火曜サスペンス劇場「松本清張スペシャル・留守宅の事件」 - 栗山宗子 役
- 藏（NHK総合） - 田乃内せき 役
- ドラマ新銀河「時の王様」
- さむらい探偵事件簿 - トキ 役
- 3番テーブルの客 第5話
- 土曜ワイド劇場「女調査員・おでん屋“ぽんた”探偵局第1作」 - 篠原綾子 役
- 土曜ワイド劇場「怪人食いしんぼ フグで殺す」（4月）

1997年
- シングルス - 林千波 役
- ふぞろいの林檎たちIV

1998年
- タブロイド - 長谷川志穂 役
- タクシードライバーの推理日誌(9)「時効直前消された殺人犯!」 - 宮坂麻里子 役
- 名探偵キャサリンシリーズ「清少納言殺人事件」
- 万引きGメン・二階堂雪(1)「万引きする女」- 瀬川真理 役
- 女子刑務所東三号棟

1999年
- 文化庁芸術祭参加作品「ディア・フレンド」
- 火曜サスペンス劇場「警部補 佃次郎(9)妻たちの真実」

2000年
- 月曜ドラマスペシャル「弁護士芸者のお座敷事件簿5 信州上山田温泉連続殺人事件」
- 金曜エンタティメント おだまりコンビシリーズ(3)「芸能界殺しのオルゴール」
- 火曜サスペンス劇場「妻たちの戦争」 - 中川理香 役

2001年
- 恋がしたい恋がしたい恋がしたい第7話- 紫村一郎（及川光博）の亡くなった親友の元･恋人 役
- 女と愛とミステリー「松本清張特別企画・ガラスの城」 - 三上田鶴子 役
- 土曜ワイド劇場「事件(9)赤ちゃんを誘拐して殺した女!」 - 春山貴子 役
- 女と愛とミステリー「悪の仮面」 - 望月里奈 役
- 火曜サスペンス劇場「救命救急センター2」
  - 月曜ミステリー劇場・月曜ゴールデン「示談交渉人 甚内たま子裏ファイル」シリーズ - 立木美帆 役

2002年
- 「おらが春～小林一茶」（NHK総合）
- 相棒Season1第2話「教授夫人とその愛人」 - 神林淳子 役
- 土曜ワイド劇場「お祭り弁護士・澤田吾朗(3)青森ねぶた祭～徳島阿波おどり日本縦断二大祭 1600kmを結ぶ連続殺人!」 - 三枝涼子 役
- 衛星ドラマ劇場 ビタミンF第5章「なぎさホテルにて」 - 久美子 役
- 火曜サスペンス劇場「警部補 佃次郎(14)永遠のナゾ」 - 浅井薫 役
- 女と愛とミステリー私はやってない!痴漢えん罪殺人連鎖 - 和久井幸子 役

2003年
- NHK大河ドラマ「武蔵 MUSASHI」 - たみ 役
- ノースポイントポートタウン -  敬子 役
- 金曜エンタテイメント浅見光彦シリーズ中村俊介版(15)「金沢殺人事件」 - 永瀬香奈子 役
- 土曜ワイド劇場第一級殺人弁護(2)「被害者の妻と加害者の妻が争うビデオの謎」 - 英瑞江 役
- 金曜エンタテイメント日向夢子調停委員事件簿(1)「殺意」 - 安川初音 役
- 土曜ワイド劇場「五十億を相続する女」
- 海猿2～炎の海に挑む・海上保安官物語～
- 京都迷宮案内6第2話「私は誰!?逮捕されたい女…京都〜舞鶴港 届かぬ母娘愛」 - 井沢依子（斎藤はる奈） 役

2004年
- 女と愛とミステリー
  - 「みんな誰かを殺したい」
  - 「女の中の二つの顔…」 - 平沢とみこ 役

2005年
- 水曜ミステリー9「山村美紗シリーズ不倫調査員・片山由美第7作 京都・檜家一族 骨肉の争い」 - 石田洋子 役
- 土曜ワイド劇場「渡り番頭・鏡善太郎の推理第3作 神々の里・高千穂 燃える夜神楽殺人事件」 - 桜井聖美 役

2006年
- 京都地検の女3第4話「vs最凶の女詐欺師 豪華庭園に咲く奇妙な花」 - 北沢えりか 役
- 慶次郎縁側日記3第1話「峠」 - おいと 役
- 中学生日記「誰にもいえない（後編）」 - 千晶の母 役

2007年
- dramaWMBO〜経営権争奪・企業買収の行方〜 - 小野里彩子 役
- 土曜ワイド劇場「混浴露天風呂連続殺人ファイナル〜箱根伊豆〜セレブの夢が泡と散る バブルに踊った女たちの傷跡 さらば温泉刑事 最後の秘湯で愛を誓う!」 - 門倉美也子 役
- 未来創造堂
- 警視庁捜査一課9係Season2第1話「巌窟王の復讐」・第2話「殺人係長」 - 渡辺さゆり 役
- トリハダ2〜夜ふかしのあなたにゾクッとする話を「ネック」

2008年
- 月曜ゴールデン
  - 十津川警部シリーズ第39作「飛騨高山に消えた女」 - 小野寺由美子 役
  - 浅見光彦シリーズ第26作「津和野殺人事件」 - 彦野敬子 役
- 弁護士・高見沢響子第9作「家族にあらず!!夫と娘を殺害した鬼畜女!?もはや家族の絆は崩壊したのか?現代社会の闇に響子が鋭くメスを入れる問題作!!」 - 宮村奈津子 役
- ジュテーム〜わたしはけもの - 山藤純子 役

2009年
- 月曜ゴールデン「女タクシードライバーの事件日誌第4作 殺意を運ぶ紙ヒコーキ」 - 本橋由美子 役
- 土曜ワイド劇場「刑事殺し〜完結編〜警察官失格!相棒が殺された!夫が最後に見た風景と待ち続けた妻の苦悩!?」 - 柏木寛子 役

2010年
- 赤かぶ検事 京都篇連続ドラマ第4話「能面の女」 - 岩渕美希子 役
- フジテレビ開局50周年記念ドラマ・わが家の歴史第三夜「一家を襲う最大危機 感動最終章」 - ホステス･インゲ 役
- ケータイ発ドラマ 激♥恋…運命のラブストーリー… - 立花晴美 役
- 土曜ワイド劇場「夏樹静子作家生活40周年記念作品・天使が消えていく」 - 蟻川梨枝 役

2011年
- 土曜ワイド劇場「はみだし弁護士・巽志郎第11作 愛娘を惨殺された父親と狂気の復讐!犯罪者に仕立てられた不良と母の情愛 美人デザイナー殺人事件の驚愕の真実を暴け!!」 - 大信田裕美子 役
- おみやさん 第8シリーズ第1話（2011年4月28日、テレビ朝日） - 沖田佐知子 役

2012年
- マジすか学園3 - 所長 役

2013年
- レディ・ジョーカー - 秦野美津子 役
- ソドムの林檎〜ロトを殺した娘たち - 芦沢和久子 役
- 月曜ゴールデン「警視庁鑑識課〜南原幹司の鑑定〜第3作」 - 山口珠世 役

2014年
- 金曜プレステージ「西村京太郎スペシャル 警部補・佐々木丈太郎第7作 死の高層マンション」 - 大橋亜木子 役
- 水曜ミステリー9「横山秀夫特別企画 永遠の時効」 - 魚住貴子 役
- 赤と黒のゲキジョー「浅見光彦シリーズ第51作 中央構造帯〜平将門伝説殺人事件〜」 - 前原ひとみ 役

2015年
- 土曜ワイド劇場特別企画「スペシャリスト3」 - 星田満子 役
- ホテルコンシェルジュ第9話、最終話（9月15日・9月22日、TBS）- 小早川光子 役

2016年
- 警視庁・捜査一課長第6話（5月26日、テレビ朝日） - 西崎波留美 役

2018年
- 特捜9第3話「着物の悪女!告発!!殺人都市計画」（4月25日、テレビ朝日） - 大屋千鶴 役

2024年
- 将軍（Shōgun）（2月27日 - 4月23日、FXP） - 桐 役

### バラエティほか
- 独占!金曜日の告白（フジテレビ、2008年2月29日OA）[7]
- NEWS ZERO（日本テレビ、2008年4月9日OA）[8]
- 復活の日（TBS、2008年11月12日OA）[9]
- 熱中時間 忙中"趣味"あり（NHK総合、2010年1月27日OA） - ナレーション
- 福祉ネットワークシリーズ検証 日本のがん医療（NHK教育、2011年7月4日 - 7月6日）

### ラジオ
- FMシアター（NHK-FM）
  - 「きんもくせいがかおる」（1993年12月18日）
  - 「あの日の匂い」（1995年3月4日）
- 青春アドベンチャー「エンジェルス・エッグ」（NHK-FM、1994年4月18日）
- うえやなぎまさひこのサプライズ!（ニッポン放送、2006年7月6日） - ゲスト出演
- FMシネマサウンズ（NHK-FM、2024年3月26日 - 、）- ナレーション

### CM
- キャドバリー・ジャパン株式会社　クロレッツ（1993年）
- キューピーコーワ
- 日本テレコム（小松政夫、和久井映見と共演）

## 新聞・雑誌等
- 朝日新聞夕刊『こころの風景』3回連載（自身による子宮ガン告白記）
- 女性自身（光文社、2006年6月27日号）
（※洞口依子復帰インタビュー パニック障害、酒浸り、20キロ激太り－子宮ガン摘出手術後遺症「苦悩の2年間」）
- 東京スポーツ･2006年5月24日付「有名人の晩ごはん追跡」

## アルバム等
- マキシシングル「マクガフィン」（2007年）
- デビュー・アルバム「Paititi」（2008年）

## 著書
- 「子宮会議」（2007年、小学館）